# Easy Living (1949)
Easy Living is een Amerikaanse dramafilm uit 1949 onder regie van Jacques Tourneur.

## Verhaal
Peter Wilson is de sterspeler van de footballcompetitie. Zijn vrouw Liza deelt in de roem en het geld. Dan ontdekt Pete dat zijn lichamelijk conditie minder goed is dan gedacht. Dat betekent misschien het eind van zijn carrière.

## Rolverdeling
| Acteur           | Personage      |
| ---------------- | -------------- |
| Victor Mature    | Pete Wilson    |
| Lucille Ball     | Anne           |
| Lizabeth Scott   | Liza Wilson    |
| Sonny Tufts      | Tim McCarr     |
| Lloyd Nolan      | Lenahan        |
| Paul Stewart     | Dave Argus     |
| Jack Paar        | Scoop Spooner  |
| Jeff Donnell     | Penny McCarr   |
| Art Baker        | Howard Vollmer |
| Gordon Jones     | Bill Holloran  |
| Don Beddoe       | Jaeger         |
| Richard Erdman   | Buddy Morgan   |
| William Phillips | Ozzie          |
| Charles Lang     | Whitey         |
| Kenny Washington | Benny          |